# 皮埃蒙特大西洋城市帶
皮埃蒙特大西洋城市帶（英語：Piedmont Atlantic Megaregion）是美國11個城市群中的其中一個，位於美國東南部，人口約為1,761萬人。

## 概述
皮埃蒙特大西洋城市帶位於美國東南部，並且包括亚特兰大、夏洛特、纳什维尔、伯明翰、南卡罗来纳州北部、皮埃蒙特托里亚德和罗利 -达勒姆都会区。此城市帶大致上位於85號和20號州際公路走廊中。根据佐治亚理工学院研究指出，皮埃蒙特大西洋城市帶擁有佐治亞州、亞拉巴馬州、田納西州、北卡羅來納州和南卡羅來納州總人口3038萬人的56%，以及美國逾6%人口，並覆蓋逾243,000平方英里（630,000平方）土地。
皮埃蒙特大西洋城市帶只是美國其中一個新晉的十一個大都市圈。而皮埃蒙特大西洋城市帶能成為大都市圈，全因其2050年的預計人口比2010年的增長了78%，而其預計四十年後的經濟增長則逾66%。
皮埃蒙特大西洋城市帶的中央地帶位於皮埃蒙特地區，而城市帶亦得名自這個地區。皮埃蒙特位於阿巴拉契亚山脉和大西洋沿岸平原之間。皮埃蒙特大部份地區為平原，而一些连绵起伏的丘陵的高度則為海拔約50至300米之間。

## 研究
根據兩個美國大學，弗吉尼亚理工大学和佐治亚理工学院的研究指出，位於美國東南部的85州際公路走廊是一個新晉城市帶，走廊途中的城市包括伯明翰、亚特兰大、格林维尔、斯帕坦堡、夏洛特、温斯顿-塞勒姆、格林斯伯勒、德罕和罗利。其中亚特兰大都會區為城市帶最大的都會區，而夏洛特則是城市帶最大的城市。而這兩個大學的研究均稱皮埃蒙特大西洋城市帶為皮埃蒙特城市帶。

### 佐治亚理工学院
佐治亚理工学院的調查將地区的範圍縮小，並只专注于伯明翰和罗利的市区和位於市郊的县，以及與這些市区和市郊有直接關係的縣份。根據佐治亚理工学院的統計，皮埃蒙特大西洋城市帶擁有居民1330萬人居於城市。

### 弗吉尼亚理工大学
而弗吉尼亚理工大学的研究則了將地区的範圍擴大，令哥伦布、梅肯、亨茨维尔、奥古斯塔、哥伦比亚、諾克斯維爾、查塔努加、三城（布里斯托尔、金斯波特和约翰逊市）、阿什维尔和很多小型城市都被納入皮埃蒙特大西洋城市帶。儘管皮埃蒙特大西洋城市帶的西部邊境深入阿巴拉契亚山脉，但阿巴拉契亚山脉一帶實際上與皮埃蒙特大西洋城市帶關係不大。根據弗吉尼亚理工大学的統計，皮埃蒙特大西洋城市帶擁有居民1900萬人。

## 經濟
该地区拥有複雜的经济體系，並擁有多樣化的行业。亚特兰大宪法报的亨利·格雷迪创造了「新南部」这个词來描述美國東南部。「新南部」這一個名詞是用來描述1877年後美國東南部的新興工业区，以與1877年前以農業為基礎的舊南部作比較。在1880年代，皮埃蒙特大西洋城市帶的中心城市亚特兰大迅速由一個铁路小镇發展成一個商务，政治和交通的枢纽。根據全球化和世界城市研究网络於2010在羅浮堡大學的會議指出，亚特兰大被认为是現代的一個「主要世界城市」。而另外一個位於皮埃蒙特新月區的主要城市夏洛特，則成為了美國一個主要金融中心，並按资产计算成了全美第二大金融中心。伯明翰的繁荣則始於南北战争後，並於近代成了一個主要的工业中心，並且同時發展银行業，保险業，医药業，出版業和生物技术業。而取名自全美最大的研究园区三角研究园，由罗利、德罕和教堂山組成的科研三角，則是美國發展新科技的中心之一。另外，包括格林维尔、斯帕坦堡和安德森的南卡罗来纳州北部，則是南卡罗来纳州中增长速度最快的地区，並且是一個外商投资中心。皮埃蒙特大西洋城市帶的生產總值為$4858億，佔了佐治亞州、亞拉巴馬州、田納西州、北卡羅來納州和南卡羅來納州總生產總值$13290億美金的37%，以及全美國國民生產總值的4%。

## 主要都會區
| 排名 | 都會區                                      | 中心城市   | 人口      | 州份                           |
| ---- | ------------------------------------------- | ---------- | --------- | ------------------------------ |
| 1    | 亚特兰大-桑迪斯普林斯-盖恩斯维尔都会区      | 亚特兰大   | 5,729,304 | 喬治亞州、亚拉巴马州           |
| 2    | 夏洛特-加斯托尼亚-梳士巴利都会区            | 夏洛特     | 2,636,730 | 北卡罗莱纳州                   |
| 3    | 罗利-达勒姆-教堂山都会区                    | 罗利       | 1,742,816 | 北卡罗莱纳州                   |
| 4    | 纳什维尔-戴维森-莫夫里斯波洛-哥伦比亚都会区 | 纳什维尔   | 1,632,671 | 田纳西州                       |
| 5    | 格林斯博罗-温斯顿-塞勒姆-高点都会区         | 格林斯伯勒 | 1,552,495 | 北卡罗莱纳州                   |
| 6    | 孟菲斯都会区                                | 孟菲斯     | 1,285,732 | 田纳西州、密西西比州、阿肯色州 |
| 7    | 格林维尔-斯帕坦堡-安德森都会区              | 格林维尔   | 1,241,618 | 南卡罗来纳州                   |
| 8    | 伯明翰-胡佛-卡尔曼都会区                    | 伯明翰     | 1,212,848 | 亚拉巴马州                     |
| 9    | 诺克斯维尔都会区                            | 諾克斯維爾 | 1,041,955 | 田纳西州                       |
| 10   | 哥伦比亚-纽贝里都会区                       | 哥伦比亚   | 765,886   | 南卡罗来纳州                   |
| 11   | 查塔努加-克利夫兰-雅典都会区                | 查塔努加   | 683,095   | 田纳西州、喬治亞州             |
| 12   | 奥古斯塔都会区                              | 奥古斯塔   | 534,218   | 喬治亞州、南卡罗来纳州         |
| 13   | 亨茨维尔-迪凯特都会区                       | 亨茨维尔   | 510,088   | 亚拉巴马州                     |
| 14   | 金斯波特-约翰逊城-布里斯托尔都会区          | 金斯波特   | 500,538   | 田纳西州、弗吉尼亚州           |
| 15   | 哥伦布市-奥本-欧佩莱卡都会区                | 哥伦布     | 442,953   | 喬治亞州、亚拉巴马州           |